# مومباتان
مومباتان (به انگلیسی: Moombahton) یک سبک موسیقی تلفیقی است که در مارس سال ۲۰۱۰ به‌وسیلهٔ یک دی‌جی و تهیّه‌کنندهٔ موسیقی به نام دیو نادا (با نام واقعی دیوید ویلیگاس) از ادغام موسیقی هاوس و رگاتون به وجود آمد. از نظر موسیقی‌شناسی، مومباهتون در واقع داچ هاوس یا الکترو هاوسی است که سرعت آن کاهش یافته‌است و تمپوی آن، همان تمپوی سبک رگاتون (معمولاً ۱۱۵-۱۰۸ بی‌پی‌ام) است و در عین حال از نظر درام و پرکاشن نیز مشابه رگاتون است.

## منشأ
سبک مومباهتون در اواخر سال ۲۰۰۹ به‌وسیلهٔ دیو نادا به وجود آمد.

## پیشرفت‌های اخیر
در سال ۲۰۱۲، هنرمندان معروفی همچون نایف پارتی و دیپلو در برخی از آثارشان از عناصر سبک مومباهتون استفاده کردند که کمک بسیار مهمّی به ترویج این سبک و ورود آن به جریان اصلی موسیقی کرد.
در ژانویهٔ ۲۰۱۲، بیتپورت جدولی رسمی برای ترانه‌های مومباهتون برتر سال ۲۰۱۱ ایجاد کرد. این نخستین جدولی است که برای ترانه‌های مومباهتون ساخته می‌شود.